# Аугуст Вилхелм Шлегел
Аугуст Вилхелм Шлегел (на немски: August Wilhelm Schlegel) (1772 – 1829) е немски литературен историк, филолог и преводач. Професор в университета в Йена. Наред с брат си Фридрих Шлегел, Йохан Готлиб Фихте, Лудвиг Тик и Новалис е важен представител на ранния романтизъм. Също така е един от основателите на съвременната наука за духа (Geisteswissenschaft). Има големи заслуги като преводач на творби от италианската, испанската и португалската литература. Голямото му постижение обаче е преводът на 17 драми от Шекспир.

## Живот
Аугуст Вилхелм Шлегел израства в дома на протестантски пастор от Саксония. Той е четвърти син от общо десетте деца в семейството. Завършва гимназия в Хановер и през 1786 г. започва да следва в Гьотингенския университет теология, но когато се запознава с практиката на художествения превод от класически и по-нови езици, се прехвърля във факултета по филология. Още през следващата година печели академична награда за студия на латински върху географските понятия у Омир.
Това е времето, когато Аугуст Шлегел се запознава с Вилхелм фон Хумболт. През 1790 г. най-малкият му брат Фридрих Шлегел идва при него в Гьотинген. И двамата изпитват влияния от Готфрид Хердер, Имануел Кант, Йохан Йоахим Винкелман и Карл Теодор фон Далберг. Аугуст Шлегел се заема с превода на Дантевата Божествена комедия и на Шекспировата комедийна пиеса Сън в лятна нощ. През 1791 г. завършва следването си.
Няколко години се издържа като домашен учител. През 1794 г. влиза в кореспонденция с Фридрих Шилер и започва с критики и рецензии да сътрудничи на списанието му Ди Хорен. Отива в Йена и в университета изнася лекции по естетика. През 1797 г. братята Шлегел решават да издават собствено списание Атенеум, което излиза два пъти годишно до 1800 г. Списанието се превръща във форум на йенския ранен романтизъм. В него се обсъждат Френската революция, творчеството на Гьоте и „наукоучението“ на Фихте. Още през 1796 г. Аугуст Вилхелм Шлегел започва своя превод на творби от Шекспир, който излиза от 1797 до 1810 г. и обхваща 17 драми в 14 тома.

## Творчество
Аугуст Вилхелм Шлегел е смятан за най-значителния философ на езика от епохата на немския ранен романтизъм и основател на староиндийската филология. Към литературното му творчество спадат сонети, балади и драми. Но основните му заслуги към немската литература са неговите преводи. Заедно с брат си Фридрих Шлегел стават най-важните инициатори на литературния романтизъм в Германия. Около себе си събират кръг от видни писатели като Новалис, Лудвиг Тик или Фридрих Вилхелм Йозеф Шелинг и поставят основите на литературно движение, което завладява първите десетилетия на XIX век и продължава да има многобройни последователи.

## Почести
- 1808: Член-кореспондент на Баварската академия на науките
- 1815: Получава благородническа титла
- 1818: Член-кореспондент на Гьотингенската академия на науките
- 1822: Извънреден член на Пруската академия на науките
- 1824: Почетен член на Руската академия на науките
- 1831: Почетен член на Пруската академия на изкуствата
- 1843: Извънреден член на Баварската академия на науките

## Трудове
- W. Shakespeare: Dramatische Werke 9 Bde, 1797–1810 (Übers.)
- Athenaeum 3 Bde, 1798–1800
- Ehrenpforte und Triumphbogen für den Theater-Präsidenten von Kotzebue bey seiner gehofften Rückkehr ins Vaterland, 1800
- Gedichte, 1800
- Charakteristiken und Kritiken 2 Bde, 1801
- Musen-Almanach für das Jahr 1802 Hg. A. W. Schl. u. L. Tieck, 1802
- An das Publikum. Rüge einer in der Jenaischen Allgemeinen Literatur-Zeitung begangnen Ehrenschändung, 1802
- Die Sylbenmaaße, Gedichtzyklus, 1803
- Ion. Ein Schauspiel, 1803
- Blumensträuße italienischer, spanischer und portugiesischer Poesie, 1803
- Spanisches Theater 2 Bde, 1803–1809
- Über dramatische Kunst und Litteratur. Vorlesungen 3 Bde, 1809–1811
- Poetische Werke 2 Bde, 1811
- Indische Bibliothek 3 Bde. (Hrsg.) 1820–30
- Bhagavad-Gita, 1823
- Die Rheinfahrt des Königs von Preußen auf dem Cölnischen Dampfschiffe Friedrich Wilhelm zur Einweihung desselben am 14. September 1825. In lateinischer Sprache besungen. Nebst einer deutschen Übersetzung von Justizrath Bardua in Berlin. Für das abgebrannte Städtchen Friesac, 1825
- Kritische Schriften 2 Bde, 1828
- Zu Goethe‘s Geburtsfeier am 28. August 1829
- Réflexions sur l‘étude des Langues Asiatiques suivies d‘une lettre à M. Horace Hayman Wilson, 1832
- Essais littéraires et historiques, 1842
- Spanisches Theater, 10 Bde, 1845
- Oeuvres 1846 (posthum)
- Sämtliche Werke. Herausgegeben von Eduard Böcking. 16 Bände. I-XII: Sämtliche Werke, XIII-XV: OEuvres, écrites en français, XVI: Opuscula, quae Schlegelius latine scripta reliquit, 1846 – 1848 (posthum)